# SDS-폴리아크릴아마이드 젤 전기영동
소듐 도데실 황산-폴리아크릴아마이드 젤 전기영동(영어: sodium dodecyl sulfate–polyacrylamide gel electrophoresis, SDS-PAGE)은 겔 전기 영동법에 한천 겔 대신 폴리아크릴아마이드 겔을 이용하는 방식이다. PAGE는 이 전기영동법을 지칭하는 말로서 사용되기도 하고, 때로는 겔 자체를 지칭하기도 한다. 이를 사용한 전기 영동법 역시 기본적 원리는 한천을 이용한 것과 같다. 허나 폴리아크릴아마이드 겔은 한천 겔에 비해 훨씬 촘촘한 다공성 물질이기 때문에 한천을 이용할 때에 비해 분자량이 작고 크기 차이가 작은 시료들을 분리할 때 이용한다. 따라서 또다른 고분자 물질이지만 핵산에 비해서는 그 크기가 작은 단백질을 분리할 때 주로 사용된다. 5k - 2000kDa 정도 되는 단백질을 분리하기 위해서 사용한다.
단백질은 핵산과 달리 기본적으로 다양한 전하를 띠며, 다양한 형태를 가지기 때문에 몇 가지 처리를 요하는데, 우선 단백질을 2-메르캅토에탄올로 처리해 주어야 한다. 2-메르캅토에탄올은 단백질의 이황화 결합을 파괴하여 입체 구조를 변성시킨다. 그 후 단백질을 SDS을 이용해 폴리펩티드를 음전하로 코팅하게 되면 모든 시료 펩티드가 음전하로 코팅된 일자의 분자가 되어 단백질의 아미노산 조성, 입체 구조 등으로 인한 요인을 무시할 수 있게 된다. 음전하로 코팅된 폴리펩티드는 PAGE상에서 (-)극에서 (+)극으로 이동한다.
디데옥시 사슬종결법에서도 겔로서 Agar가 아닌 PAGE가 사용되는데, 그 이유는 이 기술에서는 염기 한 쌍의 차이를 시각적으로 표현해주어야 하기 때문에 훨씬 작은 분자량 차이도 분리할 수 있는 PAGE를 이용하는 것이다.